# Хатавети
Хатавети (груз. ხატავეთი, азерб. Mollaəhmədli) — село Болнисского муниципалитета, края Квемо-Картли республики Грузия со 100 %-ным азербайджанским населением. Находится в юго-восточной части Грузии, на территории исторической области Борчалы.

## История
В 1990—1991 годах, в результате изменения руководством Грузии исторических топонимов населённых пунктов этнических меньшинств в регионе, название села Моллаахмедли («азерб. Mollaəhmədli») было изменено на его нынешнее название — Хатавети.

## География
Село находится на пересечении рек Машавера и Храми, в 28 км от районного центра Болниси, на высоте 400 метров от уровня моря.
Граничит с поселком Тамариси, селами Земо-Аркевани, Квемо-Аркевани, Мамхути, Саванети, Мухрана, Хидискури Болнисского Муниципалитета, а также Алавари, Диди-Беглари, Патара-Беглари и Хихани Марнеульского муниципалитета.

## Население
По данным Государственного статистического комитета Грузии, согласно официальной переписи 2002 года, численность населения села Хатавети составляет 192 человека и на 100 % состоит из азербайджанцев.

## Экономика
Население в основном занимается овцеводством, скотоводством и овощеводством.

## Достопримечательности
- Средняя школа — построена в 1933 году[9].